# Championnats arabes de cyclisme
Les championnats arabes de cyclisme sont une compétition qui est organisée depuis 1978 et qui a lieu chaque année depuis 2006. Elle concerne les sélections des seniors, des juniors et des féminines des pays arabes dont les compétitions sont soit regroupées soit séparées,.

## Résultats de l'édition 2013
Les championnats de 2013 ont commencé par le 5e championnat arabe de cyclisme sur piste disputé à Charjah aux Émirats  arabes unis du 26 février au 2 mars 2013 et se sont poursuivis à Manama au Bahreïn du 21 octobre au 31 octobre 2013. La compétition des féminines a été annulée et une coupe de l'Union arabe de cyclisme a été décernée à l'issue d'un tour de trois étapes pour les juniors.

### Courses sur route[3]
| Épreuve                                     | Champion                           | Deuxième                            | Troisième                          |
| ------------------------------------------- | ---------------------------------- | ----------------------------------- | ---------------------------------- |
| Contre-la-montre individuel séniors (41 km) | Azzedine Lagab ( Algérie)          | Sayed Ahmed Khalil ( Bahreïn)       | Abdelmalek Madani( Algérie)        |
| Course sur route séniors                    | Youcef Reguigui ( Algérie)         | Yousif Mirza ( Émirats arabes unis) | Abdelmalek Madani ( Algérie)       |
| Classement sur route par équipes            | Algérie                            | Émirats arabes unis                 | Égypte                             |
| Contre-la-montre, équipes séniors           | Algérie                            | Bahreïn                             | Qatar                              |
| Contre-la-montre individuel juniors (29 km) | Abderrahmane Bechlaghem ( Algérie) | Abderrahmane Mansouri ( Algérie)    | Abderrahim Zahiri ( Maroc)         |
| Course sur route juniors (110 km)           | Islam Shawky ( Égypte)             | Abderrahmane Bechlaghem ( Algérie)  | Mohamed Ashraf Sayed ( Égypte)     |
| Classement sur route par équipes juniors    | Égypte                             | Algérie                             | Bahreïn                            |
| Contre-la-montre, équipes juniors (54 km)   | Maroc                              | Algérie                             | Égypte                             |
| Contre-la-montre individuel cadets (13 km)  | El Mehdi Chokri ( Maroc)           | Mohamed Islam Bouglia ( Tunisie)    | Mohcine El Kouraji ( Maroc)        |
| Course sur route cadets                     | Rafik Mustapha Hamza ( Algérie)    | Abdallah Kessouar ( Algérie)        | Abderrahmane Ahmed Yahia ( Égypte) |
| Course sur route cadets (45 km)             | Algérie                            | Égypte                              | Arabie saoudite                    |

### Tableau  des médailles
| Rang | Pays                | Médaille d'or | Médaille d'argent | Médaille de bronze | Total |
| ---- | ------------------- | ------------- | ----------------- | ------------------ | ----- |
| 1    | Algérie             | 7             | 5                 | 2                  | 14    |
| 2    | Égypte              | 2             | 1                 | 4                  | 7     |
| 3    | Maroc               | 2             | 0                 | 2                  | 4     |
| 4    | Bahreïn             | 0             | 2                 | 1                  | 3     |
| 5    | Émirats arabes unis | 0             | 2                 | 0                  | 2     |
| 6    | Tunisie             | 0             | 1                 | 0                  | 1     |
| 7    | Qatar               | 0             | 0                 | 1                  | 1     |
| 7    | Arabie saoudite     | 0             | 0                 | 1                  | 1     |
| 9    | Irak                | 0             | 0                 | 0                  | 0     |
| 9    | Jordanie            | 0             | 0                 | 0                  | 0     |
| 9    | Koweït              | 0             | 0                 | 0                  | 0     |
| 9    | Liban               | 0             | 0                 | 0                  | 0     |
| 9    | Oman                | 0             | 0                 | 0                  | 0     |
| 9    | Yémen               | 0             | 0                 | 0                  | 0     |
| 9    | Palestine           | 0             | 0                 | 0                  | 0     |
| -    | TOTAL               | 11            | 11                | 11                 | 33    |

### Coupe de l'Union arabe de cyclisme
| Épreuve               | Champion                | Deuxième                    | Troisième                 |
| --------------------- | ----------------------- | --------------------------- | ------------------------- |
| Classement individuel | Hichem amari ( Algérie) | Yahieddine Dhiab ( Bahreïn) | Abdelkrim Zahiri ( Maroc) |
| Classement par équipe | Algérie                 | Maroc                       | Égypte                    |

### Courses sur piste[4]
| Épreuve                       | Champion                                           | Deuxième                                           | Troisième                                       |
| ----------------------------- | -------------------------------------------------- | -------------------------------------------------- | ----------------------------------------------- |
| Vitesse séniors               | Badr Ali Thani ( Émirats arabes unis)              | Ahmed Hassen Qaed ( Émirats arabes unis)           | Diego Hossfeldd ( Qatar)                        |
| Poursuite séniors             | Mohamed El-Marwi ( Émirats arabes unis)            | Mohamed Youssef Al-Mansouri ( Émirats arabes unis) | Ahmed Al-Bourdini ( Qatar)                      |
| Scratch 10 km seniors         | Yousif Mirza ( Émirats arabes unis)                | Badr Mirza ( Émirats arabes unis)                  | Abdesselam Dahmane ( Algérie)                   |
| 1 kilomètre séniors           | Mohamed Youssef Al-Mansouri ( Émirats arabes unis) | Nawaf Hassan Al-Balouchi ( Émirats arabes unis)    | Diego Hossfeldd ( Qatar)                        |
| Keirin séniors                | Badr Ali Thani ( Émirats arabes unis)              | Ahmed Hassen Qaed ( Émirats arabes unis)           | Diego Hossfeldd ( Qatar)                        |
| Omnium séniors                | Mohamed El-Marwi ( Émirats arabes unis)            | Yousif Mirza ( Émirats arabes unis)                | Ahmed Al-Bourdini ( Qatar)                      |
| Course aux points séniors     | Badr Mirza ( Émirats arabes unis)                  | Yousif Mirza ( Émirats arabes unis)                | Ahmed Al-Bourdini ( Qatar)                      |
| Vitesse par équipe séniors    | Qatar                                              | Algérie                                            | Émirats arabes unis                             |
| Poursuite par équipes séniors | Émirats arabes unis                                | Qatar                                              | Algérie                                         |
| Vitesse juniors               | Talel Soudir Al-Baloushi ( Émirats arabes unis)    | Hounar Abdessatar Jabbar ( Irak)                   | Abderrahmane Mansouri( Algérie)                 |
| Poursuite juniors             | Abderrahmane Bechlaghem ( Algérie)                 | Hamdan Abdallah( Émirats arabes unis)              | Chamseddine Ben Kaâbouch ( Algérie)             |
| 1 kilomètre juniors           | Abderrahmane Mansouri ( Algérie)                   | Talel Soudir Al-Baloushi ( Émirats arabes unis)    | Ahmed Ali Thani ( Émirats arabes unis)          |
| Keirin juniors                | Talel Soudir Al-Baloushi ( Émirats arabes unis)    | Ahmed Ali Thani ( Émirats arabes unis)             | Abderrahmane Mansouri( Algérie)                 |
| Omnium juniors                | Hamdan Abdallah ( Émirats arabes unis)             | Hichem Ammari ( Algérie)                           | Abderrahmane Bechlaghem ( Algérie)              |
| Scratch 7,5 km juniors        | Hamdan Abdallah ( Émirats arabes unis)             | Abderrahmane Mansouri ( Algérie)                   | Talel Soudir Al-Baloushi ( Émirats arabes unis) |
| Course aux points juniors     | Abderrahmane Mansouri ( Algérie)                   | Abderrahmane Bechlaghem ( Algérie)                 | Hamza Fatnassi ( Tunisie)                       |
| Vitesse par équipe juniors    | Émirats arabes unis                                | Algérie                                            | Irak                                            |
| Poursuite par équipes juniors | Algérie                                            | Émirats arabes unis                                | Irak                                            |
| Course aux points dames       | Sameh Khaled ( Jordanie)                           | Razan Sobh Jordanie                                | Niyen Yassine Hassen( Irak)                     |
| Poursuite dames               | Razan Sobh Jordanie                                | Sameh Khaled ( Jordanie)                           | Nour Dissem ( Tunisie)                          |
| Vitesse dames                 | Sameh Khaled ( Jordanie)                           | Nour Dissem ( Tunisie)                             | Razan Sobh Jordanie                             |
| Poursuite par équipes dames   | Algérie                                            | Irak                                               | Tunisie                                         |
| Vitesse par équipe dames      | Jordanie                                           | Émirats arabes unis                                | Tunisie                                         |
| Scratch 5 km dames            | Sameh Khaled ( Jordanie)                           | Razan Sobh Jordanie                                | Aïcha Tihar ( Algérie)                          |
| Keirin dames                  | Razan Sobh Jordanie                                | Sameh Khaled ( Jordanie)                           | Suzie Delshad Suleiman ( Irak)                  |
| 500 mètres dames              | Sameh Khaled ( Jordanie)                           | Nour Dissem ( Tunisie)                             | Niyen Yassine Hassen( Irak)                     |
| Omnium dames                  | Sameh Khaled ( Jordanie)                           | Razan Sobh Jordanie                                | Nour Dissem ( Tunisie)                          |

### Tableau  des médailles
| Rang | Pays                | Médaille d'or | Médaille d'argent | Médaille de bronze | Total |
| ---- | ------------------- | ------------- | ----------------- | ------------------ | ----- |
| 1    | Émirats arabes unis | 13            | 12                | 3                  | 28    |
| 2    | Jordanie            | 7             | 5                 | 1                  | 13    |
| 3    | Algérie             | 5             | 5                 | 7                  | 17    |
| 4    | Irak                | 1             | 2                 | 5                  | 8     |
| 5    | Qatar               | 1             | 1                 | 6                  | 8     |
| 6    | Tunisie             | 0             | 2                 | 5                  | 7     |
| -    | TOTAL               | 27            | 27                | 27                 | 81    |

## Résultats de l'édition 2012
Les championnats de 2012 ont débuté par les épreuves du quatrième championnat arabe de cyclisme sur piste  qui ont eu lieu à Charjah aux Émirats  arabes unis du 6 au 10 mars 2012 et se sont terminés par les épreuves du cyclisme sur route qui ont eu lieu à Marrakech (Maroc) du 5 au 10 septembre 2012. Il s'agit de la vingtième édition pour les séniors, la quinzième pour les juniors, la dixième pour les dames et de la première pour les benjamins. En outre l'Union arabe de cyclisme organise sa coupe du 11 au 14 septembre 2012 sur le même site.

### Courses sur route
- Marrakech (Maroc) du 5 au 10 septembre 2012,

| Épreuve                                       | Champion                           | Deuxième                              | Troisième                          |
| --------------------------------------------- | ---------------------------------- | ------------------------------------- | ---------------------------------- |
| Contre-la-montre individuel séniors (35 km)   | Soufiane Haddi ( Maroc)            | Mouhssine Lahsaini ( Maroc)           | Hichem Chaabane ( Algérie)         |
| Course sur route séniors (138 km)             | Hichem Chaabane ( Algérie)         | Khalil Errahman Abdel Jannan ( Qatar) | Anass Aït El Abdia ( Maroc)        |
| Classement sur route par équipes              | Algérie                            | Maroc                                 | Qatar                              |
| Contre-la-montre, équipes séniors (62 km)     | Maroc                              | Algérie                               | Qatar                              |
| Contre-la-montre individuel, dames (15 km)    | Asma Nemli ( Maroc)                | Nour Dissem ( Tunisie)                | Ibtissem Zayed Ahmed( Égypte)      |
| Contre-la-montre, équipes dames (35 km)       | Maroc                              | Tunisie                               | Égypte                             |
| Course sur route, dames (50 km)               | Samah Khalid ( Jordanie)           | Ibtissem Zayed Ahmed( Égypte)         | Asma Zafraoui ( Maroc)             |
| Course sur route, équipes dames               | Égypte                             | Maroc                                 | Tunisie                            |
| Contre-la-montre individuel juniors (20 km)   | Haythem El Kiz ( Maroc)            | Ali Nouisri( Tunisie)                 | Abderrahmane Bechlaghem ( Algérie) |
| Course sur route juniors (110 km)             | Abderrahmane Bechlaghem ( Algérie) | Abderrahmane Mansouri ( Algérie)      | Hamza Fatnassi ( Tunisie)          |
| Classement sur route par équipes juniors      | Algérie                            | Tunisie                               | Égypte                             |
| Contre-la-montre, équipes juniors (50 km)     | Maroc                              | Tunisie                               | Égypte                             |
| Course sur route cadets (90 km)               | Algérie                            | Tunisie                               | Égypte                             |
| Contre-la-montre, équipes cadets (40 km)      | Algérie                            | Maroc                                 | Égypte                             |
| Contre-la-montre individuel benjamins (10 km) | El Mehdi Chokri ( Maroc)           | Abderrahim Zahiri ( Maroc)            | Mohamed Ibrahim ( Égypte)          |
| Course sur route benjamins (40 km)            | Tarek Abu Rabiâa ( Jordanie)       | Youssef Boucha( Jordanie)             | Mohamed Ibrahim ( Égypte)          |
| Classement sur route par équipes benjamins    | Égypte                             | Algérie                               | Jordanie                           |

### Tableau des médailles-Hommes-
| Rang | Pays            | Médaille d'or | Médaille d'argent | Médaille de bronze | Total |
| ---- | --------------- | ------------- | ----------------- | ------------------ | ----- |
| 1    | Algérie         | 6             | 4                 | 2                  | 12    |
| 2    | Maroc           | 5             | 2                 | 1                  | 8     |
| 3    | Égypte          | 1             | 0                 | 6                  | 7     |
| 4    | Jordanie        | 1             | 1                 | 1                  | 3     |
| 5    | Tunisie         | 0             | 4                 | 1                  | 5     |
| 6    | Qatar           | 0             | 1                 | 2                  | 3     |
| 7    | Arabie saoudite | 0             | 0                 | 0                  | 0     |
| 7    | Koweït          | 0             | 0                 | 0                  | 0     |

### Tableau des médailles-Dames-
| Rang | Pays     | Médaille d'or | Médaille d'argent | Médaille de bronze | Total |
| ---- | -------- | ------------- | ----------------- | ------------------ | ----- |
| 1    | Maroc    | 2             | 1                 | 1                  | 4     |
| 2    | Égypte   | 1             | 1                 | 2                  | 4     |
| 4    | Jordanie | 1             | 0                 | 0                  | 1     |
| 5    | Tunisie  | 0             | 2                 | 1                  | 3     |

### Courses sur piste
| Épreuve                       | Champion                                          | Deuxième                                           | Troisième                                        |
| ----------------------------- | ------------------------------------------------- | -------------------------------------------------- | ------------------------------------------------ |
| Vitesse séniors               | Badr Ali Thani ( Émirats arabes unis)             | Ahmed Hassen Qaed ( Émirats arabes unis)           | Salah Mohamed ( Qatar)                           |
| Scratch 10 km seniors         | Youssef Mohamed Al-Hammadi ( Émirats arabes unis) | Ismaïl Lellouchi ( Algérie)                        | Aymen Al'Habarti ( Arabie saoudite)              |
| 1 kilomètre séniors           | Nawaf Hassan Al-Balouchi ( Émirats arabes unis)   | Diego Hossfeldd ( Qatar)                           | Moussa Saïd ( Qatar )                            |
| Keirin séniors                | Badr Ali Thani ( Émirats arabes unis)             | Ahmed Hassen Qaed ( Émirats arabes unis)           | Khalil Errahman Abdel Jannan ( Qatar )           |
| Omnium séniors                | Youssef Mohamed Al-Hammadi ( Émirats arabes unis) | Moussa Saïd ( Qatar)                               | Diego Hossfeldd ( Qatar)                         |
| Course aux points séniors     | Youssef Mohamed Al-Hammadi ( Émirats arabes unis) | Badr Mirza ( Émirats arabes unis)                  | Sultan Al Oussaïri Arabie saoudite               |
| Vitesse par équipe séniors    | Émirats arabes unis                               | Qatar                                              | Arabie saoudite                                  |
| Poursuite par équipes séniors | Qatar                                             | Émirats arabes unis                                | Arabie saoudite                                  |
| Vitesse juniors               | Hessine Mohamed Al-Najjar ( Émirats arabes unis)  | Mohamed Youssef Al-Mansouri ( Émirats arabes unis) | Sassan El Khassib ( Algérie)                     |
| 1 kilomètre juniors           | Ari Youssef Jalel ( Irak)                         | Oussama Al Ouraïni ( Qatar)                        | Hessine Mohamed Al-Najjar ( Émirats arabes unis) |
| Keirin juniors                | Hessine Mohamed Al-Najjar ( Émirats arabes unis)  | Khaled Ibrahim ( Émirats arabes unis)              | Ali Nouisri ( Tunisie)                           |
| Omnium juniors                | Oussama Al Ouraïni ( Qatar)                       | Mohamed Youssef Al-Mansouri ( Émirats arabes unis) | Abderrahman Mansouri ( Algérie)                  |
| Scratch 7,5 km juniors        | Hessine Mohamed Al-Najjar ( Émirats arabes unis)  | Hamza Fatnassi ( Tunisie)                          | Mohamed Bouzidi ( Algérie)                       |
| Course aux points juniors     | Ali Nouisri ( Tunisie)                            | Abderrahman Mansouri ( Algérie)                    | Oussama Al Ouraïni ( Qatar)                      |
| Vitesse par équipe juniors    | Émirats arabes unis                               | Irak                                               | Arabie saoudite                                  |
| Poursuite par équipes juniors | Émirats arabes unis                               | Algérie                                            | Irak                                             |
| Course aux points dames       | Sameh Khaled ( Jordanie)                          | Aïcha Tihar ( Algérie)                             | Saba Erraï ( Syrie)                              |
| Vitesse dames                 | Nour Dissem ( Tunisie)                            | Rouba Al-Hilani ( Syrie)                           | Aïcha Tihar ( Algérie)                           |
| Poursuite par équipes dames   | Syrie                                             | Irak                                               | Émirats arabes unis                              |
| Vitesse par équipe dames      | Jordanie                                          | Irak                                               | Maroc                                            |
| Scratch 5 km dames            | Sameh Khaled ( Jordanie)                          | Aïcha Tihar ( Algérie)                             | Nour Dissem ( Tunisie)                           |
| Keirin dames                  | Nour Dissem ( Tunisie)                            | Sameh Khaled ( Jordanie)                           | Rouba Al-Hilani ( Syrie)                         |
| 500 mètres dames              | Sameh Khaled ( Jordanie)                          | Rouba Al-Hilani ( Syrie)                           | Nour Dissem ( Tunisie)                           |
| Omnium dames                  | Nour Dissem ( Tunisie)                            | Rouba Al-Hilani ( Syrie)                           | Razan Sobh( Jordanie)                            |

### Tableau  des médailles
| Rang | Pays                | Médaille d'or | Médaille d'argent | Médaille de bronze | Total |
| ---- | ------------------- | ------------- | ----------------- | ------------------ | ----- |
| 1    | Émirats arabes unis | 12            | 7                 | 2                  | 21    |
| 2    | Tunisie             | 4             | 1                 | 3                  | 8     |
| 3    | Jordanie            | 4             | 1                 | 1                  | 6     |
| 4    | Qatar               | 2             | 4                 | 5                  | 11    |
| 5    | Syrie               | 1             | 3                 | 2                  | 6     |
| 6    | Irak                | 1             | 3                 | 1                  | 5     |
| 7    | Algérie             | 0             | 5                 | 4                  | 9     |
| 8    | Arabie saoudite     | 0             | 0                 | 5                  | 5     |
| 9    | Maroc               | 0             | 0                 | 1                  | 1     |

## Résultats de l'édition 2011
L'édition de  Charm el-Cheikh en Égypte du 25 au 31 octobre 2011, est la 19e pour les séniors et la neuvième pour les féminines. Elle a été précédée du troisième championnat arabe de cyclisme sur piste qui a eu lieu aux Émirats  arabes unis du 20 au 28 février 2011.

### Courses sur route
| Épreuve                             | Champion                                         | Deuxième                   | Troisième                              |
| ----------------------------------- | ------------------------------------------------ | -------------------------- | -------------------------------------- |
| Contre-la-montre individuel séniors | Yousif Mirza ( Émirats arabes unis)              | Yasser Dhia Eddine ( Irak) | Sayed Khalil ( Bahreïn)                |
| Course sur route séniors            | Yousif Mirza ( Émirats arabes unis)              | Omar Hasanin ( Syrie)      | Khalil Errahman Abdel Jannan ( Qatar ) |
| Classement sur route par équipes    | Égypte                                           | Tunisie                    | Émirats arabes unis                    |
| Contre-la-montre, équipes séniors   | Qatar                                            | Tunisie                    | Syrie                                  |
| Course sur route -23 ans            | Ahmed Youssef El Mansouri ( Émirats arabes unis) | Maher Hasnaoui ( Tunisie)  | Abdallah Abdelkhadher Tayâan ( Irak)   |
| Contre-la-montre individuel, dames  | Saba Erraï ( Syrie)                              | Nour Dissem ( Tunisie)     | Roubaa Hilani ( Syrie)                 |
| Contre-la-montre, équipes dames     | Syrie                                            | Tunisie                    | Égypte                                 |
| Course sur route, dames             | Sahab Ghaybour ( Syrie)                          | Roubaa Hilani ( Syrie)     | Razan Sobh ( Jordanie)                 |
| Course sur route, équipes dames     | Syrie                                            | Égypte                     | Jordanie                               |
| Course sur route, -19 ans, dames    | Razan Sobh ( Jordanie)                           | Ibtissem Zayed ( Égypte)   | Oumaima Nouf ( Syrie)                  |

### Tableau des médailles
| Rang | Pays                | Médaille d'or | Médaille d'argent | Médaille de bronze | Total |
| ---- | ------------------- | ------------- | ----------------- | ------------------ | ----- |
| 1    | Syrie               | 4             | 2                 | 3                  | 9     |
| 2    | Émirats arabes unis | 3             | 0                 | 1                  | 4     |
| 3    | Égypte              | 1             | 2                 | 1                  | 4     |
| 4    | Jordanie            | 1             | 0                 | 2                  | 3     |
| 5    | Qatar               | 1             | 0                 | 1                  | 2     |
| 6    | Tunisie             | 0             | 5                 | 0                  | 5     |
| 7    | Irak                | 0             | 1                 | 1                  | 2     |
| 8    | Bahreïn             | 0             | 0                 | 1                  | 1     |

### Courses sur piste
| Épreuve                       | Champion                                 | Deuxième                                        | Troisième                                             |
| ----------------------------- | ---------------------------------------- | ----------------------------------------------- | ----------------------------------------------------- |
| Vitesse séniors               | Badr Ali Thani ( Émirats arabes unis)    | Ahmed Hassen Qaed ( Émirats arabes unis)        | Mohamed Mekki Al-Mabiouq( Arabie saoudite)            |
| 200 mètres seniors            | Badr Ali Thani ( Émirats arabes unis)    | Ahmed Hassen Qaed ( Émirats arabes unis)        | Mohamed Mekki Al-Mabiouq( Arabie saoudite)            |
| 1 kilomètre séniors           | Moussa Khalfan ( Qatar)                  | Mohamed Hassen Al-Maroui ( Émirats arabes unis) | Khalil Errahman Abdel Jannan ( Qatar )                |
| Poursuite séniors             | Ahmed Bassem Al-Bourdaini ( Qatar)       | Moussa Khalfan ( Qatar)                         | Mohamed Hassen Al-Maroui ( Émirats arabes unis)       |
| Course aux points séniors     | Sultan Asiri ( Arabie saoudite)          | Badr Mohamed Al Yassine ( Arabie saoudite)      | Youssef Mohamed Mirza ( Émirats arabes unis)          |
| Vitesse par équipe séniors    | Émirats arabes unis                      | Qatar                                           | Arabie saoudite                                       |
| Poursuite par équipes séniors | Qatar                                    | Émirats arabes unis                             | Arabie saoudite                                       |
| Vitesse juniors               | Nawaf Hessine ( Émirats arabes unis)     | Diego Hossfeldd ( Qatar)                        | Hessine Mohamed Al-Najjar ( Émirats arabes unis)      |
| 200 mètres juniors            | Diego Hossfeldd ( Qatar)                 | Nawaf Hessine ( Émirats arabes unis)            | Hessine Mohamed Al-Najjar ( Émirats arabes unis)      |
| 1 kilomètre juniors           | Diego Hossfeldd ( Qatar)                 | Nawaf Hessine ( Émirats arabes unis)            | Abderrahman Salim Ghanem ( Qatar)                     |
| Poursuite juniors             | Diego Hossfeldd ( Qatar)                 | Abderrahman Salim Ghanem ( Qatar)               | Abderrahman Salem Al-Ballouchi ( Émirats arabes unis) |
| Course aux points juniors     | Aissa Abderrahman ( Émirats arabes unis) | Diego Hossfeldd ( Qatar)                        | Mohamed Youssef El Mansouri ( Émirats arabes unis)    |
| Vitesse par équipe juniors    | Émirats arabes unis                      | Qatar                                           | Arabie saoudite                                       |
| Poursuite par équipes juniors | Émirats arabes unis                      | Qatar                                           | Arabie saoudite                                       |

### Tableau  des médailles
| Rang | Pays                | Médaille d'or | Médaille d'argent | Médaille de bronze | Total |
| ---- | ------------------- | ------------- | ----------------- | ------------------ | ----- |
| 1    | Émirats arabes unis | 7             | 6                 | 7                  | 20    |
| 2    | Qatar               | 6             | 7                 | 1                  | 14    |
| 3    | Arabie saoudite     | 1             | 1                 | 6                  | 8     |

## Résultats de l'édition 2010
Cette édition, qui a eu lieu en Tunisie du 15 au 20 octobre 2010, est la 18e pour les séniors, la 14e, pour les juniors et la 8e pour les féminines. Elle a été suivie du second  championnat arabe de cyclisme sur piste qui a eu lieu aux Émirats  arabes unis du 31 octobre au 5 novembre 2010

### Courses sur route
| Épreuve                              | Champion                   | Deuxième                   | Troisième                   |
| ------------------------------------ | -------------------------- | -------------------------- | --------------------------- |
| Contre-la-montre individuel séniors  | Rafaâ Chtioui ( Tunisie)   | Ezzedine Lagab ( Algérie)  | Maher Hasnaoui ( Tunisie)   |
| Course sur route séniors             | Rafaâ Chtioui ( Tunisie)   | Omar Hasanin ( Syrie)      | Hichem Chaabane ( Algérie ) |
| Classement sur route par équipes     | Syrie                      | Tunisie                    | Algérie                     |
| Contre-la-montre, équipes séniors    | Tunisie                    | Algérie                    | Libye                       |
| Course sur route -23 ans             | Hichem Chaabane ( Algérie) | Nadhir El Jasser ( Syrie)  | Nasser Rafiqui ( Algérie)   |
| Contre-la-montre individuel, dames   | Saba Erraï ( Syrie)        | Houda Belmadani ( Algérie) | Maysa Aouid ( Syrie)        |
| Contre-la-montre, équipes dames      | Syrie                      | Algérie                    | Égypte                      |
| Course sur route, dames              | Roubaa Hilani ( Syrie)     | Saba Erraï ( Syrie)        | Maysa Aouid ( Syrie)        |
| Contre-la-montre individuel, juniors | Houssem Nasri ( Tunisie)   | Hamza Dallagi ( Tunisie)   | Fayçal Hamza ( Algérie)     |
| Contre-la-montre, équipes juniors    | Irak                       | Tunisie                    | Algérie                     |
| Course sur route, juniors            | Hamza Dallagi ( Tunisie)   | Houssem Kouki ( Tunisie)   | Abdallah Rikabi ( Irak)     |
| Classement par équipes, juniors      | Tunisie                    | Irak                       | Égypte                      |

### Tableau des médailles
| Rang | Pays    | Médaille d'or | Médaille d'argent | Médaille de bronze | Total |
| ---- | ------- | ------------- | ----------------- | ------------------ | ----- |
| 1    | Tunisie | 6             | 4                 | 1                  | 11    |
| 2    | Syrie   | 4             | 3                 | 2                  | 9     |
| 3    | Algérie | 1             | 4                 | 5                  | 10    |
| 4    | Irak    | 1             | 1                 | 1                  | 3     |
| 5    | Égypte  | 0             | 0                 | 2                  | 2     |
| 6    | Libye   | 0             | 0                 | 1                  | 1     |

### Courses sur piste
| Épreuve                       | Champion                                         | Deuxième                                        | Troisième                                       |
| ----------------------------- | ------------------------------------------------ | ----------------------------------------------- | ----------------------------------------------- |
| Vitesse séniors               | Badr Ali Thani ( Émirats arabes unis)            | Ahmed Hassen Qaed ( Émirats arabes unis)        | Khalil Abduljannan( Qatar)                      |
| 1 kilomètre séniors           | Moussa Khalfan ( Qatar)                          | Mohamed Hassen Al-Maroui ( Émirats arabes unis) | Badr Ali Thani ( Émirats arabes unis)           |
| Poursuite séniors             | Moussa Khalfan ( Qatar)                          | Mohamed Hassen Al-Maroui ( Émirats arabes unis) | Ahmed Bassem Al-Bourdaini ( Qatar)              |
| Course aux points séniors     | Cherif Mrabet ( Algérie)                         | Ahmed Bassem Al-Bourdaini ( Qatar)              | Mohamed Hassen Al-Maroui ( Émirats arabes unis) |
| Vitesse par équipe séniors    | Qatar                                            | Émirats arabes unis                             | Algérie                                         |
| Poursuite par équipes séniors | Qatar                                            | Émirats arabes unis                             | Algérie                                         |
| Vitesse dames                 | Sahab Ghaybour ( Syrie)                          | Nesrine Amadali ( Algérie)                      | Maysa Aouid ( Syrie)                            |
| 500 mètres séniors            | Houda Belmadani ( Algérie)                       | Nesrine Amadali ( Algérie)                      | Sahab Ghaybour ( Syrie)                         |
| Poursuite dames               | Houda Belmadani ( Algérie)                       | Zeineb Ourabi ( Syrie)                          | Maysa Aouid ( Syrie)                            |
| Course aux points dames       | Houda Belmadani ( Algérie)                       | Zeineb Ourabi ( Syrie)                          | Aïcha Tihari ( Algérie)                         |
| Vitesse par équipe dames      | Algérie                                          | Syrie                                           | Irak                                            |
| Poursuite par équipes dames   | Algérie                                          | Syrie                                           | Irak                                            |
| Vitesse juniors               | Hessine Mohamed Al-Najjar ( Émirats arabes unis) | Kamel Hamza ( Algérie)                          | Ahmed Hassen Maayouf ( Émirats arabes unis)     |
| 1 kilomètre juniors           | Fayçal Hamza ( Algérie)                          | Abdelaziz Yahmi ( Algérie)                      | Ahmed Hassen Maayouf ( Émirats arabes unis)     |
| Poursuite juniors             | Diego Hossfeldd ( Qatar)                         | Fayçal Hamza ( Algérie)                         | Hessine adel Moushaikhas ( Arabie saoudite)     |
| Course aux points juniors     | Diego Hossfeldd Qatar                            | Mohamed Youssef Mansouri ( Émirats arabes unis) | Abderrahman Hamza ( Algérie)                    |
| Vitesse par équipe juniors    | Émirats arabes unis                              | Algérie                                         | Arabie saoudite                                 |
| Poursuite par équipes juniors | Algérie                                          | Émirats arabes unis                             | Arabie saoudite                                 |

### Tableau  des médailles
| Rang | Pays                | Médaille d'or | Médaille d'argent | Médaille de bronze | Total |
| ---- | ------------------- | ------------- | ----------------- | ------------------ | ----- |
| 1    | Algérie             | 8             | 6                 | 4                  | 18    |
| 2    | Qatar               | 6             | 1                 | 2                  | 9     |
| 3    | Émirats arabes unis | 3             | 7                 | 4                  | 14    |
| 4    | Syrie               | 1             | 4                 | 3                  | 8     |
| 5    | Arabie saoudite     | 0             | 0                 | 3                  | 3     |
| 6    | Irak                | 0             | 0                 | 2                  | 2     |

## Résultats de l'édition2009
Ceete édition a eu lieu en deux temps: En Syrie pour les dames du 28 juillet  au 4 août 2009 et au Qatar pour les hommes du 10 au 27 octobre 2009.

### Courses sur route
| Épreuve                              | Champion                            | Deuxième                   | Troisième                            |
| ------------------------------------ | ----------------------------------- | -------------------------- | ------------------------------------ |
| Contre-la-montre individuel séniors  | Rafaâ Chtioui ( Tunisie)            | Ezzedine Lagab ( Algérie)  | Ahmed Mraihi ( Tunisie)              |
| Contre-la-montre, équipes séniors    | Tunisie                             | Émirats arabes unis        | Arabie saoudite                      |
| Course sur route séniors             | Abdelbasset Hannachi ( Algérie)     | Omar Hasanin ( Syrie)      | Yousif Mirza ( Émirats arabes unis ) |
| Classement sur route par équipes     | Émirats arabes unis                 | Algérie                    | Syrie                                |
| Course sur route -23 ans             | Yousif Mirza ( Émirats arabes unis) | Cherif Abdallah( Égypte)   | Ahmed Belgacem ( Libye)              |
| Contre-la-montre individuel, dames   | Houda Belmadani ( Algérie)          | Saba Erraï ( Syrie)        | Rihem Othman ( Égypte)               |
| Contre-la-montre, équipes dames      | Syrie                               | Tunisie                    | Algérie                              |
| Course sur route, dames              | Saba Erraï ( Syrie)                 | Eya Raouf ( Égypte)        | Roubaa Hilani ( Syrie)               |
| Course sur route, juniors filles     | Amani Jalloubi ( Tunisie)           | Maysa Aouid ( Syrie)       | Hanine El Aroudi ( Jordanie)         |
| Classement par équipes, route dames  | Syrie                               | Égypte                     | Tunisie                              |
| Contre-la-montre individuel, juniors | Aymen Mraihi ( Tunisie)             | Abdelaziz Yahmi ( Algérie) | Ahmed Badraouis ( Syrie)             |
| Contre-la-montre, équipes juniors    | Tunisie                             | Bahreïn                    | Libye                                |
| Course sur route, juniors            | Abdelaziz Yahmi ( Algérie)          | Bouzid El Haj ( Algérie)   | Mekki Hessine Mohamed Bahreïn        |
| Classement par équipes, juniors      | Algérie                             | Tunisie                    | Émirats arabes unis                  |

### Tableau général des médailles
| Rang | Pays                | Médaille d'or | Médaille d'argent | Médaille de bronze | Total |
| ---- | ------------------- | ------------- | ----------------- | ------------------ | ----- |
| 1    | Tunisie             | 5             | 2                 | 2                  | 9     |
| 2    | Algérie             | 4             | 4                 | 2                  | 10    |
| 3    | Syrie               | 3             | 3                 | 3                  | 9     |
| 4    | Émirats arabes unis | 2             | 1                 | 2                  | 5     |
| 5    | Égypte              | 0             | 3                 | 0                  | 3     |
| 6    | Bahreïn             | 0             | 1                 | 1                  | 2     |
| 7    | Libye               | 0             | 0                 | 2                  | 2     |
| 8    | Arabie saoudite     | 0             | 0                 | 1                  | 1     |
| 8    | Jordanie            | 0             | 0                 | 1                  | 1     |

## Résultats de l'édition 2008

### Courses sur route
| Épreuve                              | Champion                     | Deuxième                        | Troisième                  |
| ------------------------------------ | ---------------------------- | ------------------------------- | -------------------------- |
| Contre-la-montre individuel séniors  | Amr Mustapha ( Égypte)       | Fethi Ahmed Tounsi ( Libye)     | Omar Hasanin ( Syrie)      |
| Course sur route séniors             | Ahmed Youssef Jomaa ( Libye) | Radhouan Chaaban ( Algérie)     | Fayçal Chaaban ( Libye )   |
| Classement sur route par équipes     | Libye                        | Syrie                           | Algérie                    |
| Contre-la-montre, équipes séniors    | Libye                        | Tunisie                         | Algérie                    |
| Course sur route -23 ans             | Ahmed Youssef Jomaa ( Libye) | Radhouan Chaaban ( Algérie)     | Fayçal Chaaban ( Libye)    |
| Contre-la-montre individuel, dames   | Islam Yazidi ( Tunisie)      | Nour Dissem ( Tunisie)          | Saba Erraï ( Syrie)        |
| Contre-la-montre, équipes dames      | Syrie                        | Algérie                         | Tunisie                    |
| Course sur route, dames              | Roubaa Hilani ( Syrie)       | Houda Belmadani ( Algérie)      | Nesrine Amadali ( Algérie) |
| Classement par équipes, route dames  | Syrie                        | Algérie                         | Tunisie                    |
| Course sur route, juniors filles     | Hajer Telmoudi ( Tunisie)    | Nesrine Amadali ( Algérie)      | Roubaa Hilani ( Syrie)     |
| Contre-la-montre individuel, juniors | Aymen Meraïhi ( Tunisie)     | Ali El Mabrouk Mohamed ( Libye) | Oussama Saïd( Libye)       |
| Contre-la-montre, équipes juniors    | Tunisie                      | Bahreïn                         | Irak                       |
| Course sur route, juniors            | Mourad Belmokhtar ( Libye)   | Youssef Reguigui ( Algérie)     | Aymen Meraïhi( Tunisie)    |
| Classement par équipes, juniors      | Algérie                      | Tunisie                         | Libye                      |

### Courses sur piste
| Épreuve                       | Champion                                           | Deuxième                                       | Troisième                                    |
| ----------------------------- | -------------------------------------------------- | ---------------------------------------------- | -------------------------------------------- |
| Vitesse séniors               | Badr Ali Thani ( Émirats arabes unis)              | Ahmed Hassen Qaed ( Émirats arabes unis)       | Abdelbasset Hannachi ( Algérie)              |
| 1 kilomètre séniors           | Moussa Khalfan ( Qatar)                            | Badr Ali Thani ( Émirats arabes unis)          | Abdelbasset Hannachi ( Algérie)              |
| Poursuite séniors             | Abdelbasset Hannachi ( Algérie)                    | Moussa Khalfan ( Qatar)                        | Hamid Mehrab Essabagh ( Émirats arabes unis) |
| Course aux points séniors     | Amine El Kilani ( Libye)                           | Badr Mirza ( Émirats arabes unis)              | Cherif Mrabet ( Algérie)                     |
| Vitesse par équipe séniors    | Émirats arabes unis                                | Algérie                                        | Qatar                                        |
| Poursuite par équipes séniors | Émirats arabes unis                                | Algérie                                        | Libye                                        |
| Vitesse dames                 | Houda Belmadani ( Algérie)                         | Attika Habib ( Maroc)                          | Nesrine Amadali ( Algérie)                   |
| 500 mètres séniors dames      | Houda Belmadani ( Algérie) et Atika Sabib ( Maroc) | -                                              | Nour Dissem ( Tunisie)                       |
| Poursuite dames               | Nour Dissem ( Tunisie)                             | Islam Yazidi ( Tunisie)                        | Atika Sabib ( Maroc)                         |
| Course aux points dames       | Amina Gharbouche ( Algérie)                        | Roujine Abdelmohsen ( Irak)                    | Nesrine Touabti ( Algérie)                   |
| Vitesse par équipe dames      | Algérie                                            | Tunisie                                        | Émirats arabes unis                          |
| Poursuite par équipes dames   | Algérie                                            | Irak                                           | Émirats arabes unis                          |
| Vitesse juniors               | Youcef Reguigui ( Algérie)                         | Mohamed Houssain Housni ( Émirats arabes unis) | Bilal Saada( Algérie)                        |
| 1 kilomètre juniors           | Youcef Reguigui ( Algérie)                         | Mohamed Mekki Mabioug ( Arabie saoudite)       | Mohamed Al Abdallah ( Arabie saoudite)       |
| Poursuite juniors             | Aymen Meraïhi( Tunisie)                            | Mohamed Mekki Mabioug ( Arabie saoudite)       | Haroun Jomli Tunisie                         |
| Course aux points juniors     | Haroun Jomli Tunisie                               | Mohamed Abdallah Karani ( Émirats arabes unis) | Fethi Ben Naïli( Algérie)                    |
| Vitesse par équipe juniors    | Algérie                                            | Émirats arabes unis                            | Libye                                        |
| Poursuite par équipes juniors | Tunisie                                            | Émirats arabes unis                            | Algérie                                      |

### Tableau général des médailles
| Rang | Pays                | Médaille d'or | Médaille d'argent | Médaille de bronze | Total |
| ---- | ------------------- | ------------- | ----------------- | ------------------ | ----- |
| 1    | Algérie             | 10            | 9                 | 11                 | 30    |
| 2    | Tunisie             | 8             | 5                 | 5                  | 18    |
| 3    | Libye               | 6             | 2                 | 6                  | 14    |
| 4    | Émirats arabes unis | 3             | 7                 | 3                  | 13    |
| 5    | Syrie               | 3             | 1                 | 3                  | 7     |
| 6    | Maroc               | 1             | 1                 | 1                  | 3     |
| 6    | Qatar               | 1             | 1                 | 1                  | 3     |
| 8    | Égypte              | 1             | 0                 | 0                  | 1     |
| 9    | Arabie saoudite     | 0             | 2                 | 1                  | 3     |
| 9    | Irak                | 0             | 2                 | 1                  | 3     |
| 11   | Bahreïn             | 1             | 1                 | 1                  | 3     |